# Ermita de Sant Benet i Santa Llúcia
L'ermita de Sant Benet i Santa Llúcia d'Alcalà de Xivert està situada a l'extrem més meridional de la serra d'Irta, a 315 msnm, junt a altres construccions i amb les restes d'una torre de guaita del segle xvi. Davant de les construccions, es troba una petita plaça amb un pou al mig, des d'on es pot gaudir d'unes vistes espectaculars: els Columbrets, tota la plana costanera fins a Orpesa, amb el prat de Cabanes-Torreblanca inclòs i, a l'interior, el cim de la Penyagolosa.
Als peus de la plaça, en els darrers anys, s'han realitzat excavacions arqueològiques que han permès comprovar ocupacions humanes que es remunten a l'inici de l'Edat del Bronze, al voltant del 2000 aC.
La pujada amb vehicle es fa pel nucli de les Fonts passant per la urbanització del Pinar. També hi ha una sendera senyalitzada que comença a la carretera de les Fonts.
Aquest edifici, per les seues parts militars, està qualificat de Bé d'Interés Cultural.

## Història
Data de finals del segle xvii, en què als voltants del 1686 començarien les obres, que acabaren el 1690, i és un exemple típic del barroc valencià de canvi de segle. L'ermita, per la capçalera, té adossada una construcció que serveix de dependències municipals, en la qual encara es conserva part d'una torre de guaita.
Fou restaurada la coberta i la volta en els anys 1995 i 1996 a conseqüència dels danys provocats per un llamp.

## Arquitectura
L'ermita té 16,80 m de llargària. La maçoneria de pedra i el morter de calç comparteixen la fàbrica del temple. Té carreus als angles i la portada, i està coberta amb una volta tapiada i teulat de doble vessant a la resta.
La façana està centrada en una portada de dos cossos. El cos inferior, elevat de la plaça per tres escalons, presenta una obertura d'arc de llinda emmarcada per dues pilastres dòriques sobre podi i carregant un fris bombat. El centre del cos superior és una fornícula apetxinada, avui buida, emmarcada pel mateix ordre que el cos inferior, rematada per un escut ovalat. I per damunt, una espadanya.
L'interior és un senzill espai rectangular, amb una nau de dos trams coberta amb volta de canó i la capçalera amb volta de quadrant d'esfera sobre petxines. Té una xicoteta sagristia i un púlpit alçat a la part esquerra. L'altar de l'ermita, de factura actual, el presideixen dos quadres de Sant Benet i Santa Llúcia i, al centre, una fornícula amb un crucifix.
El que destaca de l'interior és la seva rica decoració. Tot apareix cobert per esgrafiats blancs sobre fons gris. A la testera apareixen més colors: rojos, blaus i verds. I en diverses parts, es remata amb daurat.

## Festivitat
A l'ermita, Sant Benet comparteix titularitat amb Santa Llúcia.
La festivitat de Sant Benet se celebra la primera quinzena de juny, el diumenge decidit entre els majorals de l'any i el rector de la parròquia, i consisteix en una missa i posterior processó pels voltants. Anys enrere, s'hi feia una peregrinació el tercer diumenge de Pasqua.
La festivitat de Santa Llúcia en l'ermita se celebra el diumenge següent al 13 de desembre, i és responsabilitat dels majorals. Antigament, es pujava en romeria per les dues senderes que hi havia, la que pujava des de la vall d'Estopet, per als veïns d'Alcalà de Xivert i la que pujava des d'Alcossebre. Els actes que actualment s'hi fan són esmorzar popular, missa i processó pels voltants amb acompanyament de dolçaines i tabalets.